# Matalom
Matalom (Bayan ng Matalom) är en kommun i Filippinerna. Kommunen ligger på ön Leyte, och tillhör provinsen Leyte. Folkmängden uppgår till 30 216 invånare.

## Barangayer
Matalom är indelat i 30 barangayer.
| - Agbanga - Altavista - Cahagnaan - Calumpang - Caningag - Caridad Norte - Caridad Sur - Elevado - Esperanza - Hitoog - Itum - Lowan - Monte Alegre - San Isidro (Pob.) - San Pedro (Pob.) | - Santo Niño (Pob.) - President Garcia - Punong - San Juan - San Salvador - San Vicente - Santa Fe - Santa Paz - Tag-os - Templanza - Tigbao - Waterloo - Zaragoza - Bagong Lipunan - Taglibas Imelda |